# Cordilheira de Mbacarayú
A Cordillera de Mbacarayú é uma formação do relevo paraguaio, localizada na Região Oriental.